# Краснопартизанский (Чечня)
Краснопартиза́нский (чечен. Кӏохцал-Ирзе) — упразднённый посёлок в Урус-Мартановском района Чеченской Республики. Входил в состав Алхан-Юртовского сельского поселения.

## География
Село располагалось у впадения реки Гехи в Сунжу, в 9 км к северу от районного центра города Урус-Мартан.
Ближайшие населённые пункты: на севере — село Алхан-Кала, на северо-востоке — город Грозный, на юге — Алхан-Юрт, на западе — Кулары.

## История
Посёлок упразднён 31 октября 2023 года Законом Чеченской Республики путём присоединения его к селу Алхан-Юрт.

## Население
| 1990 | 2010 | 2021 |
| ---- | ---- | ---- |
| 380  | ↗694 | ↗749 |